# Josefa Úriz Pi
Josefa Úriz Pi más conocida como Pepita, (Badostáin, Valle de Egüés, 15 de marzo de 1883-Berlín Oriental, 2 de agosto de 1958) fue una maestra, pedagoga y activista política española. Hermana mayor de Elisa Úriz Pi (1893-1979), ambas militaron en el Partido Comunista de España, se exiliaron tras la guerra civil española, y colaboraron con la resistencia francesa en París durante la Segunda Guerra Mundial. Expulsadas de Francia en 1951, se instalaron en Berlín Oriental.

## Biografía
Hija de Filomena Pi Céspedes y de Benito Úriz Erro, capitán de Infantería. Además de Elisa, nacida en Tafalla, su hermano Miguel también nació en Badostáin y un cuarto hermano, Francisco, lo haría en Seo de Urgel.
Tras hacer su bachiller en Navarra, se trasladó a Madrid donde entre 1909 y 1912 se licenció en la sección de Ciencias de la Escuela de Estudios Superiores de Magisterio. En 1914 ocupó plaza en la Escuela de Maestros de Gerona, de la que fue directora temporalmente en 1919; en ese periodo fue pensionada por la Junta de Ampliación de Estudios en Bruselas, donde contactó con Ovide Decroly.
El 21 de mayo de 1921 se incorporó a la plaza de profesora de Pedagogía en la Escuela Normal de Magisterio femenina de Lérida, donde desde el primer momento se enfrentaría a los métodos tradicionales de la entonces directora, Lilian Heras. Los modernos planteamientos pedagógicos de Úriz, como proponer a sus alumnas la lectura de libros de Margarita Nelken, Ramon Turró y Darder o Pedro Dorado Montero, escandalizaron a las fuerzas reaccionarias de la capital catalana. La Asociación Nacional de Jefes de Familia publicó un escrito «reclamando su expulsión del estamento docente... por difundir doctrinas contrarias a la Religión del Estado y a la moral cristiana... y por atacar al pudor de las alumnas explicándoles en los términos más crudos y con dibujos en la pizarra lo que son la sífilis, las funciones de reproducción y el derecho a que la mujer use de su cuerpo como le convenga...». Pepita Úriz fue denunciada por el obispo de Lérida Josep Miralles y Sbert ante el rector de la Universidad que determinó la incoación de un expediente disciplinario. El proceso se difundió en la prensa local en El Ideal (órgano de la Juventud Republicana de Lérida) y más tarde en la prensa nacional. Varios intelectuales (de la talla de Santiago Ramón y Cajal, Miguel de Unamuno, Manuel Bartolomé Cossío, Antonio Machado, Ramón Menéndez Pidal o Américo Castro) firmaron un manifiesto en defensa de Pepita Úriz, que paralizó el proceso, provocando la dimisión del ministro de educación.
Sin embargo, la irrupción en el poder de la Dictadura de Primo de Rivera reabrió el proceso y, finalmente, en 1925 Pepita Úriz fue sancionada con un año de destierro a 100 kilómetros de la ciudad sin empleo y sueldo. El 6 de marzo de 1926, una vez cumplida la sanción, se reincorporó a su puesto.

### Activismo político
Después de la Proclamación de la Segunda República Española las Escuelas Normales de mujeres y hombres fueron unificadas en una sola, y en mayo de 1931 Josefa fue nombrada directora de la Escuela unificada. Decidida a modernizar el centro, introdujo los métodos pedagógicos de María Montessori, Célestin Freinet, Ovide Decroly y Jean Piaget. Creó la primera cátedra de estudio del catalán, abrió una residencia laica para que las jóvenes no tuvieran que alojarse en conventos y modernizó la biblioteca de la escuela, con una sala de lectura y gestión de préstamo de libros.
Comprometida políticamente con los sectores obreros de Lérida, colaboró con la CNT y con el Bloque Obrero y Campesino, con la Asociación Ilerda o el Ateneo Popular Lleidatà. También fue una de las fundadoras del Grupo Latido (1930-1936), seguidor de las ideas de Célestin Freinet y editó la revista Escuela desde 1932. En 1932 fue nombrada secretaria general de la FETE-UGT en Lérida y participó en algunas misiones pedagógicas en el Valle de Arán. En enero de 1934 fue cesada del cargo de directora de la Escuela Normal y sustituida por Felip Solé i Olivé, lo que provocó una huelga de alumnos de 48 horas dirigida por Dolores Piera y Josefa Reimund. El 27 de mayo de 1934 fue nombrada vicepresidenta de la FETE-UGT de Barcelona, y junto con su hermana impulsó la Unión de Mujeres Antifascistas.
Poco antes de comenzar la guerra civil española militaba en el Partido Comunista de Cataluña, y junto con su hermana ingresó en el PSUC. Cuando estalló la guerra fue nombrada nuevamente directora de la Escuela Normal, pero al poco tiempo fue enviada en comisión de servicios en Barcelona, donde en agosto de 1936 fue nombrada secretaria general del sindicato FETE-UGT. Desde el 27 de marzo de 1937 fue presidenta de la ponencia de enseñanza artística en el primer Consejo de la Escuela Nueva Unificada (CENU), en el que fue representante de su sindicato y una de las principales teóricas del socialismo en el enseñanza. En enero de 1938 presidió el primer Congreso de FETE en Barcelona, y el 9 de septiembre del mismo año fue nombrada directora general de Evacuación y Refugiados del Gobierno de la República, cargo desde el que trabajó en la protección y la evacuación de niños y niñas afectados por la guerra.

### Exilio
En febrero de 1939 se exilió en Francia con su hermana, donde trabajaron en favor de los maestros internados en campos de concentración franceses. Más tarde, durante la ocupación de Francia por los nazis durante la II Guerra Mundial, colaboraron en la Resistencia francesa dentro del grupo de José Miret i Musté y su hermano Conrad hasta que, en 1942, el grupo fue desarticulado por la Gestapo (Josep y Conrad murieron a manos de las SS, el primero en el campo de exterminio de Mauthausen y el segundo durante las sesiones de tortura previas).
Las hermanas Úriz, que habían conseguido escapar, se integraron en la Unión Nacional Española dirigida por Jesús Monzón Repáraz. Pero al término de la Segunda Guerra Mundial, las autoridades españolas les incoaron expediente en el Tribunal de Responsabilidades Políticas (dentro de la conocida como “Operación Bolero”, que a partir de 1950 aprovechó el juego de la guerra fría para perseguir a los españoles en el exilio republicano español). Las hermanas navarras fueron expulsadas de Francia en agosto de 1951. Trasladadas al otro lado del Telón de acero, se establecieron en Berlín oriental, trabajando en favor de los exiliados españoles, Pepita Úriz murió en 1958; Elisa, su hermana, acabaría regresando a España tras el franquismo, donde falleció ya octogenaria.

## Reconocimientos
Desde 2014 la escuela pública de Sarriguren (Valle de Egüés) y una plaza de la localidad llevan su nombre.